# Ischnopopillia bidentata
Ischnopopillia bidentata är en skalbaggsart som beskrevs av Lin 1979. Ischnopopillia bidentata ingår i släktet Ischnopopillia och familjen Rutelidae. Inga underarter finns listade i Catalogue of Life.